# Asthmatic Kitty
Asthmatic Kitty – amerykańska niezależna wytwórnia płytowa, założona w 1999 roku przez gromadę muzyków z Holland, Michigan. Głównymi założycielami byli singer-songwriter Sufjan Stevens i jego ojczym Lowell Brams. Asthmatic Kitty ma oddziały w Lander, Wyoming, Indianapolis i Nowym Jorku.
Nazwa wytwórni pochodzi od Sary, zabłąkanego kota z astmą przygarniętego w 1994 roku przez Lowella Bramsa. Sara dożyła 15 lat, ginąc 23 grudnia 2008 roku.

## Sztab

### Lander, Wyoming biuro
- Lowell Brams: dyrektor
- Karin Kruse: kierownik biura
- Ed Novotny, Diane Springford

### Brooklyn, Nowy Jork biuro
- Sufjan Stevens: minister estetyki

### Indianapolis, Indiana biuro
- Michael Kaufmann: A&R/Rozwój
- John Beeler: historyk/technik

## Zespoły
- Bunky
- Castanets
- Cryptacize
- Chris Schlarb
- DM Stith
- Fol Chen
- Half-handed Cloud
- Helado Negro
- Hermas Zopoula
- I Heart Lung
- Jookabox
- Land of a Thousand Rappers
- Laura Park
- Liz Janes
- My Brightest Diamond
- Osso
- Rafter
- Royal City
- Shannon Stephens
- Shapes and Sizes
- Sufjan Stevens
- The Curtains
- The Welcome Wagon